# Горовани
Горовани (груз. გოროვანი) — село в Грузии, на территории Мцхетского муниципалитета края (мхаре) Мцхета-Мтианети.

## География
Село находится в центральной части Грузии, к западу от реки Арагви, на расстоянии приблизительно 4 километров (по прямой) к северо-западу от города Мцхета, административного центра края и муниципалитета. Абсолютная высота — 630 метров над уровнем моря.

## Население
По результатам официальной переписи населения 2014 года в Горовани проживало 457 человек (234 мужчины и 223 женщины). В национальной структуре населения грузины составляли 100 %.
| Год  | Население, человек |
| ---- | ------------------ |
| 2002 | 487                |
| 2014 | ↘ 457              |